# Condado de Medina (Ohio)
El condado de Medina (en inglés: Medina County), fundado en 1820, es uno de 88 condados del estado estadounidense de Ohio. En el año 2000, el condado tenía una población de 151.095 habitantes y una densidad poblacional de 138 personas por km². La sede del condado es Brunswick. El condado recibe su nombre en honor a la ciudad de Medina en Arabia Saudita.

## Geografía
Según la Oficina del Censo, el condado tiene un área total de 1.096 km², de la cual 1.092 km² es tierra y 4 km² (0,37%) es agua.

### Condados adyacentes
- Condado de Cuyahoga (noreste)
- Condado de Summit (este)
- Condado de Wayne (sur)
- Condado de Ashland (sureste)
- Condado de Lorain (noroeste)

## Demografía
Según la Oficina del Censo en 2000, los ingresos medios por hogar en el condado eran de $55.811, y los ingresos medios por familia eran $62.489. Los hombres tenían unos ingresos medios de $44.600 frente a los $27.513 para las mujeres. La renta per cápita para el condado era de $24.251. Alrededor del 4,60% de la población estaban por debajo del umbral de pobreza.

## Municipalidades

### Ciudades
| - Brunswick - Medina | - Rittman - Wadsworth |

### Villas
| - Chippewa Lake - Creston - Gloria Glens Park - Lodi | - Seville - Spencer - Westfield Center |

### Áreas incorporadas
- Homerville
- Litchfield
- Valley City

### Municipios
El condado de Medina está dividido en 17 municipios:
| - Brunswick Hills - Chatham - Granger - Guilford - Harrisville - Hinckley | - Homer - Lafayette - Litchfield - Liverpool - Medina - Montville | - Sharon - Spencer - Wadsworth - Westfield - York |